# Anathamna anthostoma
Anathamna anthostoma is een vlinder uit de familie van de bladrollers (Tortricidae). De wetenschappelijke naam van de soort is voor het eerst geldig gepubliceerd in 1928 door Edward Meyrick.

## Type
- lectotype: "male"
- instituut: BMNH, Londen, Engeland
- typelocatie: "Papua New Guinea, Bismarck Archipelago, New Britain, Talesea"